# Хоменец, Александра Игоревна
Александра Игоревна Хоменец (укр. Олександра Ігорівна Хоменець; род. 25 марта 2003 года, Украина) — украинская спортсменка, борец вольного стиля. Вице-чемпионка мира и Европы 2022 года. Многократная чемпионка Украины. Мастер спорта международного класса.

## Спортивная карьера
Александра выступила на своем первом большом турнире в 2019 году, на первенстве мира в Болгарии среди кадетов, но стала лишь восьмой. В июне 2021 году она в 19-летнем возрасте выиграла первенство Европы серди юниоров в Германии в весовой категории до 55 кг, а осенью сенсационно добыла для сборной Украины бронзовую медаль на взрослом чемпионате мира в Осло, Норвегия. В 2022 году на чемпионате Европы она так же стала финалисткой в весе до 55 кг. На чемпионате мира 2022 она стала серебряной медалисткой, уступив в финале японке Маю Мукаида. На чемпионате Европы 2023 до 23 лет в Румынии, она так же финишировала второй, одолев на своем пути азербайджанку Жалю Алиеву, болгарку Таиру Мустафу, Аурора Руссо из Италии, но в финале уступила венгерке Анне Хелла Сель.
В апреле 2025 года на чемпионате Европы в Братиславе в весовой категории до 55 кг завоевала бронзовую медаль. В схватке за третье место одолела соперницу из Турции Тубу Демир.

## Спортивные достижения
Взрослый уровень
- 2022, 2023 Чемпионат Украины — ;
- 2021 Чемпионате мира — ;
- 2022 Чемпионате Европы — ;
- 2022 Чемпионате мира — ;
- 2023 Чемпионате Европы до 23 лет — ;
- 2025 Чемпионате Европы — ;

Юниорский уровень:
- 2021 Первенство Европы — ;
- 2022 Первенство Европы — ;
- 2022 Первенство мира — ;